# Сем Джейкобсон
Семюел Раян Джейкобсон (англ. Samuel Ryan Jacobson, нар. 22 липня 1975, Коттедж-Гров, Міннесота, США) — американський професіональний баскетболіст, що грав на позиціях атакувального захисника і легкого форварда за низку команд НБА.

## Ігрова кар'єра
На університетському рівні грав за команду Міннесота (1994–1998). Пробивався з командою до Фіналу чотирьох турніру NCAA.
1998 року був обраний у першому раунді драфту НБА під загальним 26-м номером командою «Лос-Анджелес Лейкерс». Професійну кар'єру розпочав 1998 року виступами за тих же «Лос-Анджелес Лейкерс», захищав кольори команди з Лос-Анджелеса протягом одного сезону.
Частину 2000 року виступав у складі «Голден-Стейт Ворріорс».
Того ж 2000 року перейшов до складу грецької команди «Олімпіакос».
Наступною командою в кар'єрі гравця була «Міннесота Тімбервулвз», за яку він відіграв один сезон.
Останньою ж командою в кар'єрі гравця стала «Шоле» з Франції, до складу якої він приєднався 2007 року і за яку відіграв лише частину сезону.

## Проблеми із законом
2011 року, оголосивши себе банкротом та будучи не в змозі платити за рахунками, домовився зі своїм кредитором (JPMorgan Chase) продати свій будинок дешевше ринкової вартості, щоб покрити борги. Однак будинок купила дівчина Джейкобсона, продавши його в свою чергу через кілька місяців. 14 листопада 2017 року пара отримали звинувачення у змові та махінаціях, завдяки яким незаконно отримала 35,000 доларів. Відбувся суд, де Джейкобсонів визнали винними і 27 січня 2018 року вони потрапили до в'язниці.